# 狼牙蜜
狼牙蜜是一种上品蜂蜜，蜜来自野生的狼牙刺。狼牙刺是主要长在甘肃陇南山区的小灌木，清明之后开白黄色的花。主要出产自两当县和徽县，年产量5万公斤。
两当狼牙蜜为中国地理标志产品，范围为甘肃省两当县城关镇、金洞乡、鱼池乡、显龙乡、杨店乡、左家乡、西坡镇、兴化乡、站儿巷镇、泰山乡、云屏乡、张家乡等12个乡镇现辖行政区域。